# Veľké Leváre
Veľké Leváre (Hongaars:Nagylévárd) is een Slowaakse gemeente in de regio Bratislava, en maakt deel uit van het district Malacky.
Veľké Leváre telt 3554 inwoners.